# قارضاوات فجرية
القارضاوات الفجرية (الاسم العلمي:†Eomyinae) هي أسرة منقرضة من القوارض تتبع فصيلة القارضات الفجرية من رتيبة قندسيات الشكل.

## التصنيف
- القارضاوية الفجرية
  - القارضة الفجرية